# M2 (Ryssland)
M2 (Magistrale 2; "Krim") är en motorväg i Ryssland. M2 börjar vid Moskva och går söderut mot Krim. Vägen är en del av E105.
Den totala längden av M2 är 720 km, det är dock bara vägens första 220 km (sträckan Moskvas ringled-Plavsk) som är riktig motorväg. Motorvägssträckan på M2 är Rysslands längsta. Ytterligare 90 km motorväg håller på[när?] att byggas (sträckan Mtsensk - Trosna (nära Orjol)).